# Liste der Baudenkmäler in Stadtmitte (Düsseldorf)
Die Liste der Baudenkmäler in Stadtmitte (Düsseldorf) enthält die denkmalgeschützten Bauwerke auf dem Gebiet von Düsseldorf-Stadtmitte, Stadtbezirk 1, in Nordrhein-Westfalen. Diese Baudenkmäler sind in der Denkmalliste der Stadt Düsseldorf eingetragen; Grundlage für die Aufnahme ist das Denkmalschutzgesetz Nordrhein-Westfalen (DSchG NRW).

## Baudenkmäler
| Bild                                           | Bezeichnung                                                                             | Lage                                                                | Beschreibung | Bauzeit              | Eingetragen seit | Denkmal- nummer |
| ---------------------------------------------- | --------------------------------------------------------------------------------------- | ------------------------------------------------------------------- | --- | -------------------- | --- | --------------- |
| weitere Bilder                                 | Dreischeibenhaus                                                                        | August-Thyssen-Straße 1 Karte                                       | | 1959–1960            | 22. März 1988 | A 1110          |
| weitere Bilder                                 | Luisenschule                                                                            | Bastionstraße 24, Kasernenstraße 30 Karte                           | | 1904–1907, 1911 ff.  | 18. Juli 1984 | A 658           |
| weitere Bilder                                 | Stahlhof                                                                                | Bastionstraße 39 Karte                                              | | 1906–1908            | 10. August 1983 | A 403           |
| weitere Bilder                                 | Fassade                                                                                 | Breite Straße 10–12                                                 | Fassade des ehemaligen Bankgebäudes der Rheinisch-Westfälische Disconto-Gesellschaft. Das Gebäude wurde 1906 nach Entwurf des Architekten Carl Moritz im Stil des Neoklassizismus erbaut. Die Fassade wird in den zukünftigen Büro- und Handelskomplex namens „Le Coeur“ (Gebäudekomplex Königsallee 37, Breite Straße 10 und Benrather Straße 24-30) einbezogen. | 1906                 | Fassade besitzt nach ersten Prüfungen Denkmalwert und wird erhalten (Düsseldorfer Bezirksregierung vom 4. März 2022) | ??              |
| weitere Bilder                                 | Bankgebäude                                                                             | Breite Straße 25, 25a, Benrather Straße 19, Kasernenstraße 28 Karte | (Fassaden) | 1911, 1912, 1924     | 19. Dezember 1989 | A 1200          |
| weitere Bilder                                 | „Rheinisches Palais“                                                                    | Breite Straße 27 Karte                                              | Das Gebäude wurde 1909 vom Architekten Hermann vom Endt für dem Verein Deutscher Eisenhüttenleute (VDEh) errichtet. Die klar in acht Achsen (vertikal) gegliederte Sandsteinfassade fasst horizontal je zwei Geschosse zusammen. Die beiden unteren Geschosse werden links und rechts durch Portale in der Höhe zweier Etagen flankiert. Über den Portalen befinden sich Schlusssteine mit Reliefs von Zwergen, gefertigt vom Bildhauer Hermann Nolte. Das zweite Obergeschoss hat Balustraden vor den Fenstern, das vierte Geschoss ist vom dritten durch ein profiliertes Gesims abgesetzt. Hier sind fünf Fensternischen mit fast vollplastischen Reliefs ausgefüllt. Die Bauplastiken bilden einen Fries, der von der Arbeit der Hüttenleute erzählt. Das Dachgeschoss stammt aus jüngerer Zeit. Im Foyer des „Rheinischen Palais“ befindet sich eine Gedenktafel für die Gefallenen des VDEh im Ersten Weltkrieg. Das Bronzerelief entwarfen Richard Langer und Emil Fahrenkamp, es wurde 1921 angebracht. In dem ehemaligen Verwaltungsgebäude erstreckt sich heute in den oberen zwei Etagen ein Workspace mit einem hellen und großzügigen Atrium. | 1909                 | 6. September 1984 | A 696           |
| Stummhaus                                      | Stummhaus                                                                               | Breite Straße 67, 69 Karte                                          | | 1922–1925            | 10. August 1983 | A 404           |
| weitere Bilder                                 |                                                                                         | Carl-Theodor-Straße 1 Karte                                         | 1921 wurde das Gebäude für das Telegrafen- und Fernmeldeamt der Oberpostdirektion Düsseldorf, mit damaligen Sitz an der Haroldstraße, gebaut. Das ehemalige Fernmeldeamt, dessen Nordseite unter Denkmalschutz steht, wurde an das GAP 15 Bürogebäude von 2005, bestehend aus einem ca. 90 Meter hohen Hochhaus und der Aufstockung des 5. Stock auf dem Altbau, angegliedert. Beide Gebäudeteile sind durch eine verglaste Passage und einem Glasdach, welches quasi über dem Bau von 1921, schwebt, miteinander verbunden. | 1921                 | 29. August 1986 | A 994           |
| weitere Bilder                                 | Wohnhaus                                                                                | Charlottenstraße 7 Karte                                            | Wohn-Siedlungsbau im Jugendstil, Architekt: Heinrich Scherrer | 1900–1901            | 9. Juni 2015 | A 1648          |
| weitere Bilder                                 | Wohnhaus                                                                                | Goltsteinstraße 15/16 Karte                                         | Architekt: Max Wöhler im Architekturbüro Kayser & von Großheim | 1899                 | 19. November 1982 | A 251           |
| Wohnhaus                                       | Wohnhaus                                                                                | Goltsteinstraße 18 Karte                                            | Architekt: Josef Krons | 1864                 | 19. November 1982 | A 252           |
| Wohnhaus                                       | Wohnhaus                                                                                | Goltsteinstraße 19 Karte                                            | Architekt: Josef Krons | 1864                 | 19. November 1982 | A 253           |
| Wohnhaus                                       | Wohnhaus                                                                                | Goltsteinstraße 20 Karte                                            | Architekt: Josef Krons | 1864                 | 4. Februar 1983 | A 302           |
| weitere Bilder                                 |                                                                                         | Goltsteinstraße 24, 25 Karte                                        | Architekt: Max Wöhler im Architekturbüro Kayser & von Großheim | 1906                 | 3. Dezember 1982 | A 285           |
| weitere Bilder                                 | Schauspielhaus                                                                          | Gustaf-Gründgens-Platz 1 Karte                                      | | 1965–1970            | 17. März 1998 | A 1438          |
| weitere Bilder                                 | Opernhaus                                                                               | Heinrich-Heine-Allee 16a Karte                                      | | 1873–1875            | 5. Mai 1994 | A 1297          |
| weitere Bilder                                 | Wilhelm-Marx-Haus                                                                       | Heinrich-Heine-Allee 53 Karte                                       | | 1922–1924            | 3. Dezember 1984 | A 787           |
| Ehem. Staatsarchiv                             | Ehem. Staatsarchiv                                                                      | Josephinenstraße 8 Karte                                            | Das Gebäude des ehemaligen Staatsarchiv wurde 1877 nach Entwürfen des Architekten und preußischen Baubeamten Carl Albert Krüger erbaut. Das heutige Verwaltungsgebäude des Justizministeriums NRW ist ein spätklassizistischer schlichter Ziegelbau in Rasterbauweise aus der Nachfolge der Berliner Bauakademie. | 1877                 | 29. Juni 1984 | A 643           |
| weitere Bilder                                 | Rothes Haus                                                                             | Josephinenstraße 9 Karte                                            | | 1887–1888            | 14. November 1984 | A 748           |
| weitere Bilder                                 | Walzstahlhaus                                                                           | Kasernenstraße 36 Karte                                             | | 1938–1940            | 30. November 1993 | A 1272          |
| weitere Bilder                                 | Hauptbahnhof                                                                            | Konrad-Adenauer-Platz 14 Karte                                      | | 1932–1936            | 12. Februar 1985 | A 850           |
| weitere Bilder                                 |                                                                                         | Königsallee 1, Kaufhof Karte                                        | | 1907–1909            | 8. März 1985 | A 865           |
| weitere Bilder                                 | Parkhotel                                                                               | Königsallee 1a Karte                                                | | 1901–1902            | 7. August 1990 | A 1211          |
| weitere Bilder                                 |                                                                                         | Königsallee 4 / Schadowplatz 1 Karte                                | Das Gebäude wurde von 1924 bis 1925 für die Darmstädter und Nationalbank an der Königsallee 2/4 vom Architekturbüro „Carl Moritz und Albert Betten“ erbaut. | 1924–1925            | 5. April 1984 | A 574           |
| weitere Bilder                                 |                                                                                         | Königsallee 10 Karte                                                | Das Büro- und Geschäftshaus wurde nach Plänen des Architekten Fritz Niebel gebaut. | 1910–1911            | 5. März 1984 | A 557           |
| Hohenzollernhaus                               | Hohenzollernhaus                                                                        | Königsallee 14, 16 Karte                                            | Das 6-stöckige Haus mit Ladenzeile liegt an der renommierten Königsallee in Düsseldorf und beherbergt neben dem Hauptsitz der Hedwig und Robert Samuel-Stiftung u. a. den Juwelier Wempe, einen Bekleidungshersteller sowie einen Büroraumdienstleister. Der Architekt war Hermann vom Endt für den Zigarrenimporteur Robert Samuel, Hoflieferant des württembergischen Königshauses der Hohenzollern. Im Zweiten Weltkrieg durch eine Brandbombe zerstört, wurde das Hohenzollernhaus nach dem Krieg schrittweise renoviert und erweitert. Anfang der 1980er Jahre erfolgte eine Gesamtsanierung und der Wiederaufbau des historischen Daches. Von 1991 bis 1998 durchtrennte ein übergroßer „Uecker-Nagel“ die Front des Hohenzollernhauses an der Ecke Blumenstraße zur Schadowstraße. | 1910–1911            | 28. Februar 1983 | A 320           |
| weitere Bilder                                 | Girardethaus                                                                            | Königsallee 27 (ehem. Kö 31/Trinkausstraße 7) Karte                 | | 1907–1908            | 3. Mai 1984 | A 586           |
| ehemalige Lichtburg                            | ehemalige Lichtburg                                                                     | Königsallee 40 Karte                                                | Das Wohn- und Geschäftshaus mit Lichtspieltheater an der Adresse Königsallee 38–40 wurde vom Architekten Oscar Rosendahl erbaut. Das Lichtspielhaus, „Lichtspiele Königsallee“ bzw. Anfangs auch „Königssäle“ genannt, bestand offiziell vom 30. Oktober 1910 bis zum 12. Juni 1943, dann erst wieder nach Wiederaufbau 1946 bis zum 29. Dezember 2004. Auf Grund der Veränderungen im Inneren des Objektes wurde 2004 der Denkmalschutz auf die Natursteinfassade und den Rundbogen mit den Stuckornamenten des Originaleingangs mit dem Schriftzug „Lichtburg“ aus den 1930er Jahren darunter in seiner Einfassung beschränkt. Kurzfristig wurde die Leuchtreklame im Ganzen aus dem Denkmalschutz wieder herausgenommen und so steht heute nur noch die Fassade oberhalb des Erdgeschosses unter Denkmalschutz. Die Leuchtschrift des ehemaligen Düsseldorfer Kinos Lichtburg ist in der Dauerausstellung des Filmmuseum Düsseldorfs zu sehen. | 1910                 | 4. Februar 2004 | A 1525          |
| weitere Bilder                                 | Fassade des Wohn- und Geschäftshauses im Juli 2022, zu Beginn des Abrisses des Gebäudes | Königsallee 44                                                      | Die Fassade des Gebäudes an der Königsallee 44 aus Tuffstein mit ihren Karyatiden wurde von Mai bis Juli 2022 abgetragen. Sie soll restauriert und mit dem Neubau im Block zwischen König- und Steinstraße wieder errichtet werden. Das Gebäude wurde 1914 von Nestler & Jüngst Architekten für die Familie Volmer errichtet, ab 1920 hatte die Galerie Volmer hier ihren Sitz. | 1914                 | 9. Mai 2021 | ?               |
| weitere Bilder                                 | Bankgebäude                                                                             | Königsallee 45 Karte                                                | Architekt Wilhelm Martens für die Düsseldorfer Zweigniederlassung der Bergisch-Märkischen Bank AG, seit 1914 Stammhaus der Deutschen Bank, welche im Lauf der Zeit den gesamten Straßenblock der Königsallee ausgebaut hatte. Die 140 Meter lange Front zur Königsallee von Nr. 45, 47, 49, 51, 53 bis 55, so wie Breite Straße 20, 20a, 28 und 34 wird 2017/2018 zu einem Block des „Kö-Quartiers“ umgebaut. | 1905                 | 25. Mai 1983 | A 364           |
| Wohn- und Geschäftshaus                        | Wohn- und Geschäftshaus                                                                 | Königsallee 46 Karte                                                | Das Wohn- und Geschäftshaus wurde vom Architekten Hermann vom Endt erbaut, dessen Eigentümer der Kunsthändler Georg Paffrath (1847–1925) in 1914 wurde. Die Galerie Paffrath hat seitdem hier ihre Ausstellungsräume. Im Erdgeschoss, heute eine Filiale der Parfümerie Douglas, hatte die Familie Steinberg aus Elberfeld das gleichnamige Modehaus. Der Kaufmann Albert Steinberg starb 1929, seine Witwe Anna Steinberg (geboren 1882 in Elberfeld) übernahm die Geschäftsleitung. In der Pogromnacht am 10. November 1938 wurden Geschäft und Warenlager schwer beschädigt. Der Familie Steinberg gedenken Stolpersteine in der ehemaligen Wohnanschrift Achenbachstraße 74. | 1913–1914            | 7. Dezember 1984 | A 321           |
| weitere Bilder                                 | Fassade des Familienhauses Puricelli                                                    | Königsallee 49 Karte                                                | Das Haus Königsallee 49 wurde von 1905 bis 1907 durch den Münchner Architekten Gabriel von Seidl für die Kunstsammlerin Elodie Puricelli, geb. Clemens (1869–1948), im Stil der deutschen Renaissance zur Straßenseite in Brohler Tuffstein erbaut. Fassadenschmuck wurde durch die Bildhauer Georg Pezold und Heinrich Düll erstellt. 1932 wurden Einrichtungsgegenstände des Gebäudes versteigert. 1975 kam das Gebäude Königsallee 49, so wie auch 51, in den Besitz der Deutschen Bank. Für Büro- und Betriebseinrichtungen entstand 1980 zusätzlich ein mit dem Bestand direkt verbundener Neubau gegenüber den rückwärtigen Fassaden (ein Querriegel zum Gebäude Breite Straße 28). Im Zuge dieser Neubaumaßnahmen wurden auch die Ursprungsgebäude restauriert und neu ausgestattet. Rückseitig entstand hier 2017/2018 das „Kö-Quartier“. | 1905–1907            | 7. Dezember 1984 | A 802           |
| weitere Bilder                                 | Wohnhaus Schaurte                                                                       | Königsallee 51 Karte                                                | Architekt des Patriziergebäude war Otto Engler, der auch das Carsch-Haus gebaut hatte, für den Neusser Schraubenfabrikanten Christian Schaurte († 1917). Die Fassade wurde beim Umbau der Deutschen Bank Eckgebäude Nr. 53–55 an der Bastionstraße in die 7-geschossigen Neubauten des Nachkriegshochhauses integriert. Rückseitig entsteht hier 2017/2018 das „Kö-Quartier“. | 1906                 | 7. Dezember 1984 | A 803           |
| weitere Bilder                                 | Görresgymnasium                                                                         | Königsallee 57 Karte                                                | | 1904–1906            | 2. September 1985 | A 918           |
| Gesamtanlage mit Stadtgraben und Gartenanlagen | Gesamtanlage mit Stadtgraben und Gartenanlagen                                          | Königsallee o. Nr. Karte                                            | | 1803, Anfang 20. Jh. | 24. Oktober 1994 | A 1323          |
| Neckereibrunnen                                | Neckereibrunnen                                                                         | Königsallee, Bastionstraße o. Nr. Karte                             | | 1907                 | 21. April 1994 | A 1291          |
| weitere Bilder                                 | Ehemaliges Pressehaus                                                                   | Martin-Luther-Platz 26 Karte                                        | | 1924–1925            | 12. Juni 1984 | A 634           |
| weitere Bilder                                 | Johanneskirche                                                                          | Martin-Luther-Platz 39 Karte                                        | | 1875–1881            | 16. Juni 1983 | A 379           |
| weitere Bilder                                 | Justizministerium NRW                                                                   | Martin-Luther-Platz 40 Karte                                        | Das dreiflügelige und dreistöckige Hauptgebäude des heutigen Justizministeriums wurde im Stil des Berliner Klassizismus vom Architekten und preußischen Baubeamten Carl Albert Krüger nach Skizzen von Carl Ferdinand Busse geplant und als Landgerichtsgebäude erbaut. | 1856–1859            | 26. Juli 1984 | A 676           |
| weitere Bilder                                 | Bismarck-Denkmal                                                                        | Martin-Luther-Platz o. Nr. Karte                                    | | 1899                 | 5. Mai 1994 | A 1298          |
| weitere Bilder                                 | Kaiser-Wilhelm-I-Denkmal                                                                | Martin-Luther-Platz o. Nr. Karte                                    | | 1896                 | 5. Mai 1984 | A 1299          |
| weitere Bilder                                 | Ratinger Tor                                                                            | Maximilian-Weyhe-Allee 1, 2 Karte                                   | | 1811–1815            | 27. April 1983 | A 348           |
| weitere Bilder                                 | St. Mariä Empfängnis                                                                    | Oststraße 42 Karte                                                  | | 1894–1896            | 23. Februar 1982 | A 57            |
| weitere Bilder                                 | Haus der Universität Düsseldorf                                                         | Schadowplatz 14 Karte                                               | Das Palais für die damalige Niederrheinische Bank am Schadowplatz 14 (ursprünglich Hausnummer 12) wurde nach Plänen der Architekten Heinrich Kayser und Karl von Großheim 1896/1897 erbaut. Die Ausführung leitete der Düsseldorfer Architekt Max Wöhler. 2011 erwarb es die Stiftung van Meeteren, ließ das Gebäude durch den Architekten Volker Weuthen (Büro HPP) umgestalten, und überließ das Palais der Heinrich-Heine-Universität Düsseldorf als ihr Informations- und Veranstaltungszentrum für Düsseldorfer Bürger und Bürgerinnen. | 1896–1897            | 14. Juni 1982 | A 117           |
| weitere Bilder                                 | Schadow-Denkmal                                                                         | Schadowplatz o. Nr. Karte                                           | Das Schadow-Denkmal, eine klassizistische Porträtbüste aus Bronze (in 2 1/3 natürlicher Größe) geschaffen vom Bildhauer August Wittig, wurde 1869 auf dem Schadowplatz aus Anlass des 50-jährigen Bestehens der Kunstakademie aufgestellt. Geehrt wird Friedrich Wilhelm von Schadow, Mitbegründer der Düsseldorfer Malerschule und von 1826 bis 1859 Direktor der Königlichen Kunstakademie zu Düsseldorf, die er über drei Jahrzehnte prägte. Am 3. November 1943 wurde die Büste durch Bomben beschädigt. Nach Abbau am 24. August 1963 wegen der Baumaßnahme Jan-Wellem-Platz wurde das Denkmal restauriert und im Rahmen der Umgestaltung des Schadow-Platzes zur Fußgängerzone am 17. November 1964 in Nachbarschaft des früheren Aufstellungsortes wieder aufgestellt. Die Büste hat ein Gewicht ca. 125 kg. | 1869                 | 21. April 1994 | A 1292          |
| weitere Bilder                                 | Wohnhaus Stephanienstraße 15                                                            | Stephanienstraße 15 Karte                                           | | 1904                 | 15. Oktober 1998 | A 1446          |
| Atelierhaus Pfau                               | Atelierhaus Pfau                                                                        | Stephanienstraße 26 Karte                                           | | 1956–1958            | 23. September 1996                                                                                                   | A 1402          |
| weitere Bilder                                 | Hotel „Römischer Kaiser“                                                                | Stresemannstraße 26 (vormals Steinstraße 70) Karte                  | | 1903–1904            | 17. Dezember 1984 | A 822           |
| Wohnhaus mit Ladenlokal                        | Wohnhaus mit Ladenlokal                                                                 | Stresemannstraße 29 (vormals Steinstraße 67) Karte                  | Architekt: Fritz Hofmeister, nach dessen Plänen 1899 das abgegangene Warenhaus Tietz an der Schadowstraße 43/45 erbaut wurde. | 1902                 | 18. Juli 1985 | A 906           |
| weitere Bilder                                 | Wohnhaus mit Ladenlokal                                                                 | Stresemannstraße 31 (vormals Steinstraße 69) Karte                  | Architekt: Fritz Hofmeister | 1902                 | 16. Mai 1991 | A 1007          |
| weitere Bilder                                 | Wohnhaus mit Ladenlokal                                                                 | Stresemannstraße 33 (vormals Steinstraße 71) Karte                  | Architekt: Fritz Hofmeister | 1902                 | 16. Mai 1991 | A 1008          |
| weitere Bilder                                 | Wohnhaus Stresemannstraße 45                                                            | Stresemannstraße 45 Karte                                           | Wohn- und Siedlungsbau der Neurenaissance, Architekt: Heinrich Scherrer | 1900–1901            | 14. März 2016 | A 1654          |
| weitere Bilder                                 | St.-Elisabeth-Kirche                                                                    | Vinzenzplatz 1 Karte                                                | | 1909–1910            | 21. Juni 1993 | A 1264          |
| weitere Bilder                                 | Wohnhaus                                                                                | Worringer Straße 61 Karte                                           | | 1894                 | 9. Februar 1993 | A 1256          |

## Ehemalige Baudenkmäler
| Bild           | Bezeichnung                                              | Lage                              | Beschreibung | Bauzeit   | Eingetragen seit  | Denkmal- nummer |
| -------------- | -------------------------------------------------------- | --------------------------------- | --- | --------- | ----------------- | --------------- |
| weitere Bilder | Tausendfüßler                                            | Jan-Wellem-Platz o. Nr. Karte     | Hochstraße | 1961–1962 | 13. Dezember 1993 | 1275            |
| weitere Bilder | Ehemalige Stadtbefestigung, Infotafel am Paul-Klee-Platz | Karte                             | |           | 4. August 2008    | A 1491          |
| BW             | Salinenbrunnen                                           | Vormals Schadowplatz o. Nr. Karte | „Dreizig Salinenäste mit ca. 400 Wasserschalen aus Bronze mit vergoldeten Kanten lassen Wasser in die kreisrunde Brunnenschale mit einem Durchmesser von 4,85 m fließen. Fast jede Schale hat einen anders geformten Wasserablauf, so dass das Wasser wie bei einer echten Saline tropft. Durch das dreiflügelige ebenfalls durchlöcherte bronzene Auffanggitter fließt das Wasser ab. Sichtachse ist die mittig angeordnete Salinenstruktur auf zwei Ästen. Sie wächst im Vergleich zu der seitlich ansteigenden dreiastigen extrem in die Höhe.“ (Rita Schulze Vohren: ) Die Stadt Düsseldorf hat den Wasserbrunnen gestaltet vom Bildhauer Max Kratz, der bis 2011 auf dem Schadowplatz stand, nach seiner Demontage für 50.000 Euro aufwendig restauriert und eingelagert. Er hatte auf dem Übergang vom Schadowplatz zum Jan-Wellem-Platz gestanden, dort, wo die Libeskind-Bauten, entstanden sind. | 1964–1965 | 13. März 2009     | A 1580          |